# Алферєво (Нижньогородська область)
Алферєво (рос. Алферьево) — село в Сеченовському районі Нижньогородської області Російської Федерації.
Населення становить 585 осіб. Входить до складу муніципального утворення Сеченовська сільрада.

## Історія
Від 2009 року входить до складу муніципального утворення Сеченовська сільрада.

## Населення
| 2002 | 2010 |
| ---- | ---- |
| 651  | ↘585 |